# Херольдсбах
Херольдсбах (нем. Heroldsbach) — община в Германии, в земле Бавария. 
Подчиняется административному округу Верхняя Франкония. Входит в состав района Форххайм.  Население составляет 4953 человека (на 31 декабря 2010 года). Занимает площадь 15,59 км².
Коммуна подразделяется на 4 сельских округа.

## Население

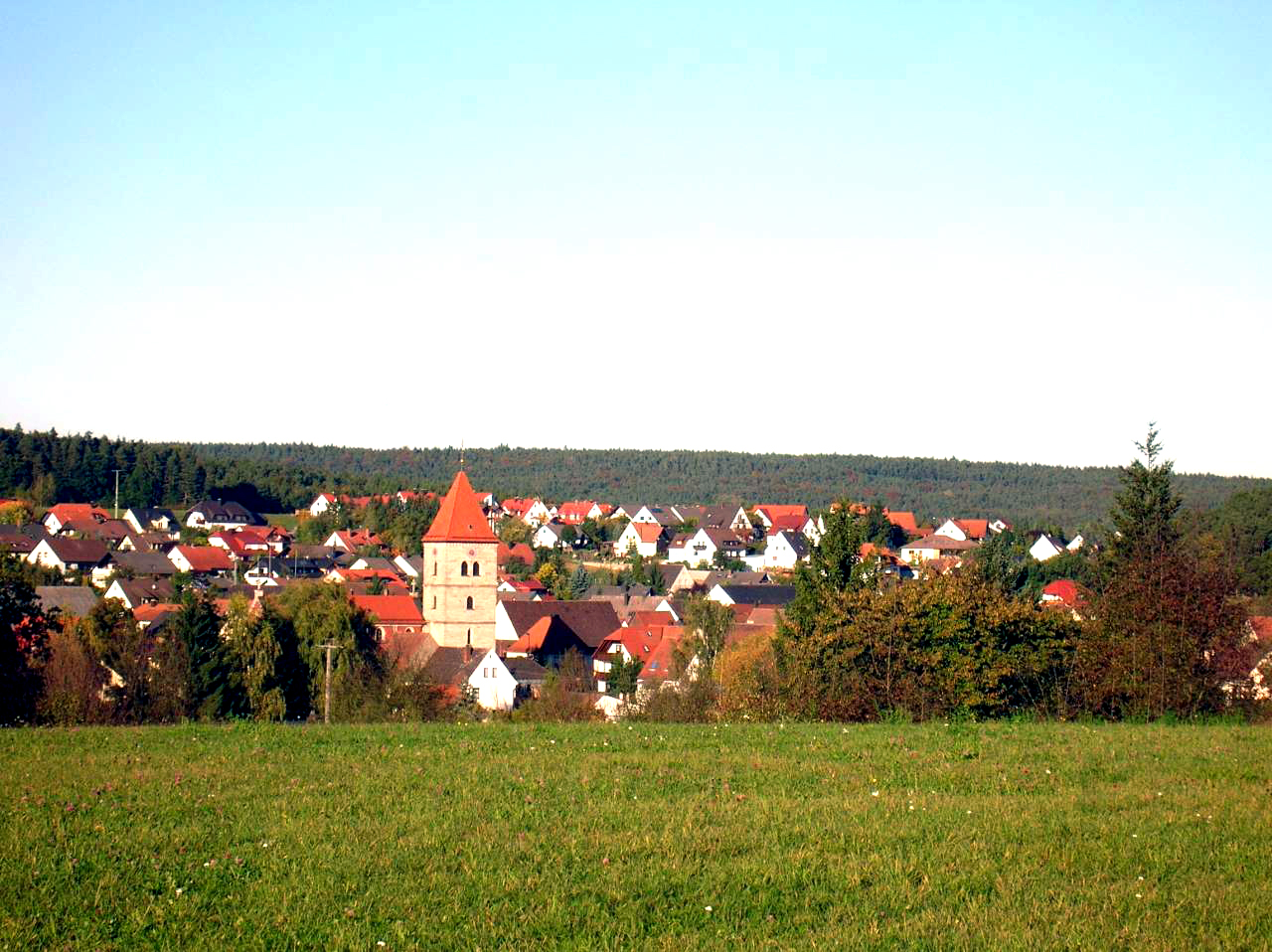
Херольдсбах

По оценке на 31 декабря 2015 года население общины Херольдсбах составляет 5107 чел. 

| Дата      | 1840 | 1871 | 1900 | 1925 | 1939 | 1950 | 1961 | 1970 | 1987 | 2011 |
| --------- | ---- | ---- | ---- | ---- | ---- | ---- | ---- | ---- | ---- | ---- |
| Население | 952  | 1066 | 1231 | 1494 | 1691 | 2470 | 2492 | 2694 | 3648 | 4942 |

| Год       | 1960 | 1970 | 1980 | 1990 | 2000 | 2009 | 2010 | 2011 | 2012 | 2013 | 2014 | 2015 |
| --------- | ---- | ---- | ---- | ---- | ---- | ---- | ---- | ---- | ---- | ---- | ---- | ---- |
| Население | 2428 | 2716 | 3247 | 4065 | 4897 | 4981 | 4953 | 4939 | 5000 | 5016 | 5012 | 5107 |